# Loïc Bouvard
Pour les articles homonymes, voir Bouvard.
Loïc Bouvard, né le 20 janvier 1929 à Tours (Indre-et-Loire) et mort le 27 novembre 2017 dans le 7e arrondissement de Paris, est un homme politique français.

## Biographie
Fils de Michel Bouvard, Général de corps d'armée aérien qui joua un rôle clef dans la libération de Toulon à la fin de la Seconde Guerre mondiale, et de Andrée Caron de Boüard, Loïc Bouvard est né à Tours le 20 janvier 1929 et décédé le 27 novembre 2017. Il est l'ainé d'une fratrie unie de 6 enfants (Loïc, Guy Michel, Jacques, Marie-Françoise, Philippe, et Ninette) et épouse en août 1969 Elizabeth Ducrot avec qui il a 5 enfants (Hortense, Bertrand, Charlotte, Guillaume, et Hugues).
Il passe une partie de sa jeune enfance à Rio au Brésil avant de revenir en France. A 15 ans, il rejoint la résistance bretonne et participe au maquis de Saint-Marcel dans le Morbihan d'abord comme agent de liaison puis comme combattant armé lors de la bataille du 18 juin 1944, ce qui lui vaut la croix de guerre 1939-1945 avec citation.
Loïc Bouvard effectue ses études à Sciences-Po Paris tout en obtenant en parallèle une licence en droit. Armé d'une bourse Fulbright, il part à Princeton où il obtient un PhD en seulement 2 ans. Durant ces 2 années, il interviewe William Faulkner durant une session qui marque l'auteur, et Harry Truman.
Après ses études, il rejoint Air France à New York. Il vit 11 ans aux États-Unis, pays qu'il affectionne particulièrement. Il travaille ensuite à McKinsey & Company, à Genève tout d'abord puis à Paris où il co-ouvre le premier bureau français de la firme. En accord avec McKinsey, il crée ensuite son propre cabinet de conseils tout en s'engageant de plus en plus en politique.

## Carrière politique
Après deux échecs en 1967 et 1968, Loïc Bouvard est élu pour la première fois député en 1973, dans la circonscription où se situait la propriété familiale de Sainte-Geneviève à Saint-Marcel, détruite par l'armée d'occupation fin juin 1944. Très aimé localement, il est élu 9 fois de suite et reste à l'Assemblée nationale pendant 39 ans. Il est vice-président de l'Assemblée nationale de 1988 à 1997, et Président de l'Assemblée Parlementaire de l'OTAN de 1992 à 1994 (organisme qui créa d'ailleurs de nombreuses années plus tard la Loïc Bouvard Scholarship, une bourse a son nom en reconnaissance de l'impact qu'il eut sur l'Assemblée de l'OTAN).
Il est constamment réélu parlementaire, la dernière fois lors des élections législatives de 2007, dans la 4e circonscription du Morbihan. Membre du groupe UMP, il préside en sa qualité de doyen d'âge la première séance de la XIIIe législature, le 26 juin 2007, lors de laquelle il fait un discours très remarqué[réf. nécessaire] et Bernard Accoyer est élu président de l'Assemblée nationale. À la fin de son mandat de parlementaire en 2012, âgé de 83 ans, il était le député le plus âgé de l'Assemblée nationale[réf. souhaitée].

## Décorations
- Croix de guerre 1939-1945

## Détail des mandats
- Député du Morbihan de 1973 à 2012 (vice-président de l'Assemblée nationale de 1988 à 1997)
- Conseiller régional de Bretagne de 1974 à 1998
- Président de l'Assemblée Parlementaire de l'OTAN de 1992 à 1994